# نلوککولام
نلوککولام (به لاتین: Nelukkulam) یک منطقهٔ مسکونی در سری‌لانکا است که در استان شمالی (سری‌لانکا) واقع شده‌است. نلوککولام ۵٬۰۰۰ نفر جمعیت دارد و ۱۰۴ متر بالاتر از سطح دریا واقع شده‌است.